# Uglev
Uglev er en lille stationsby i det nordlige Vestjylland på halvøen Thyholm med 209 indbyggere  (2024). Uglev er beliggende fire kilometer syd for Hvidbjerg og 16 kilometer nord for Struer.
Byen ligger i Region Midtjylland og hører under Struer Kommune. Uglev er beliggende i Odby Sogn.
I Uglev ligger Uglev Station, en station på Thybanen.